# Estación de La Muette
La Muette es una estación del metro de París situada al oeste de la capital, en el XVI Distrito de la ciudad. Forma parte de la línea 9.
Ofrece conexión con la línea C de la red de cercanías a través de largos pasillos que permiten llegar hasta la estación de Boulainvilliers. 

## Historia
Fue inaugurada el 8 de noviembre de 1922 dentro del tramo inicial de la línea 9. 
Debe su nombre al Château de la Muette, que también ha dado nombre al barrio de la Muette.

## Descripción
Se compone de dos andenes laterales de 75 metros de longitud y de dos vías. 
Es la única estación con techo metálico de la línea 9. Sin embargo no presenta muros verticales y sí ligeramente curvados lo que no suele ser habitual en las estaciones que carecen de bóveda. En 2010, ha sido totalmente renovada para despojarla de los revestimientos metálicos que la forraban desde que fue reformada a medios del siglo XX siguiendo el estilo carrossage. Luce por lo tanto en sus paredes los clásicos azulejos blancos biselados del metro parisino. 
La señalización por su parte usa la moderna tipografía Parisine donde el nombre de la estación aparece en letras blancas sobre un panel metálico de color azul. Por último, los asientos de la estación son los modernos Coquille o Smiley, unos asientos en forma de cuenco inclinado para que parte del mismo pueda usarse como respaldo y que poseen un hueco en la base en forma de sonrisa.